# ヴィンセントは海へ行きたい
『ヴィンセントは海へ行きたい』（ヴィンセントはうみへいきたい、Vincent will Meer）は2010年のドイツのドラマ映画。
監督はラルフ・ヒュートナー、出演はフロリアン・ダーヴィト・フィッツとカロリーネ・ヘルフルトなど。
2010年度のドイツ映画賞において最優秀作品賞に選ばれた他、脚本も担当した主演のフロリアン・ダーヴィト・フィッツが最優秀主演男優賞を受賞するなど、数々の賞を受賞している。
日本では劇場未公開だが、WOWOWで放映された。

## ストーリー
トゥレット障害で入院中の青年が、亡き母の「海を見たい」との遺言を叶えようと母の遺灰を持って患者仲間と施設を抜け出し、母の思い出の地・イタリアの海に向かう旅を描いたロードムービー。

## キャスト
ヴィンセント・ガラー
演 - フロリアン・ダーヴィト・フィッツ
トゥレット障害。27歳。
母親と二人暮らしだったが、母親の死を期に父親によって施設に入れられる。
マリー
演 - カロリーネ・ヘルフルト
摂食障害。そのため心臓も悪い。
ヴィンセントを誘ってローザ先生の車を盗み、施設を抜け出す。
ロベルト・ガラー
演 - ハイノ・フェルヒ
ヴィンセントの父親。政治家。
酒浸りだったヴィンセントの母親とは別れており、障害のある息子を疎んじている。
アレクサンダー
演 - ヨハネス・アルマイヤー
強迫性障害。ヴィンセントのルームメイト。
成り行きでヴィンセントらと旅をすることになる。
ローザ先生
演 - カタリーナ・ミュラー＝エルモー
ヴィンセントらの主治医。ロベルトと共にヴィンセントたちを追う。

## 作品の評価
Rotten Tomatoesによれば、20件の評論のうち高評価は60%にあたる12件で、平均点は10点満点中5.3点となっている。